# Сигурно се шалите, господине Фајнман!
Сигурно се шалите, господине Фајнман! Пустоловине једне радознале личности (енгл. "Surely You're Joking, Mr. Feynman!": Adventures of a Curious Character) је збирка анегдота нобеловца Ричарда Фајнмана. Књига је објављена 1985. године, а покрива разне догађаје у Фајнмановом животу. Неки од њих су испричани у безбрижном тону, као што је његова фасцинација обијањем сефова, проучавањем различитих језика, учествовање у групама са људима који деле различита интересовања (као што је биологија или филозофија), као и авантуре у уметност и самба музику. 
Други догађаји су озбиљнији материјал, укључујући његов рад на пројекту Менхетн (током којег је његова прва жена, Арлин Гринбаум, умрла од туберкулозе) и његову критику образовања у Бразилу. Поглавље „Чудовишни умови” описује његов помало нервозан приказ дипломског рада на Вилер-Фајнмановој теорији апсорбера пред Албертом Ајнштајном, Волфгангом Паулијем, Хенријем Раселом, Џоном фон Нојманом, као и другим великим личностима тог времена.
Последње поглавље, „Култ терета у науци”, прилагођено је из говора који је Фајнман одржао током почетних вежби на Калифорнијском технолошком институту 1974. године.
Наслов потиче од одговора једне госпође на Принстону, када је, након што је питала новопридошлог Фајнмана да ли жели крем или лимун у свој чај, добила одговор да жели обоје.